# Wu Peng
Wu Peng (chiń. upr. 吴鹏; chiń. trad. 吳鵬; pinyin Wú Péng; ur. 16 maja 1987 w Hangzhou) – chiński pływak, srebrny i dwukrotnie brązowy medalista mistrzostw świata, mistrz świata (basen 25 m).
Specjalizuje się w pływaniu stylem motylkowym. Jego największym dotychczasowym sukcesem jest wicemistrzostwo świata w 2007 roku w Melbourne w wyścigu na 200 m tym stylem. 
Trzykrotnie startował w igrzyskach olimpijskich. W 2004 roku, w Atenach zajął 6. miejsce w finałowym wyścigu na dystansie 200 m stylem motylkowym.